# Atlanta Falcons
Gli Atlanta Falcons sono una squadra di football americano della NFL con sede a Atlanta. Competono nella South Division della National Football Conference. Dal 2017 la squadra gioca le sue partite interne al Mercedes-Benz Stadium. Il quartier generale e le strutture di allenamento sono locate in un'area di 50 acri a Flowery Branch, in Georgia.
I Falcons si unirono alla NFL nel 1965 come expansion team, dopo che la NFL offrì all'allora proprietario Rankin Smith una franchigia per evitare che questi ne fondasse una nella rivale American Football League (AFL). La AFL così approvò una franchigia a Miami, Florida (i Miami Dolphins). Nei loro 45 anni di esistenza hanno totalizzato un record di 300–402–6, vincendo la propria division nel 1980, 1998, 2004, 2010, 2012 e 2016, comparendo al Super Bowl nel 1998 e nel 2016.
Al 2024, secondo la rivista Forbes, il valore dei Falcons è di circa 5,2 miliardi di dollari, diciottesimi tra le franchigie della NFL.

## Colori
- Le maglie: in casa sono rosse e bianche con lettere bianche e rifiniture nere; in trasferta sono bianche con lettere rosse e rifiniture nere.
- Grafica del casco: è nero con disegnato su entrambi i lati un falco rosso e nero con bordature grigie e bianche che ha la forma di una F (ridisegnato nel 2003).

## Storia
I Falcons debuttarono nella NFL nel 1966 e dopo nove sconfitte consecutive vinsero la loro prima gara contro i New York Giants. Negli anni sessanta vinsero solamente 12 partite e la loro prima stagione con un record positivo fu nel 1971. Nella stagione 1978 i Falcons si qualificarono per i loro primi playoff, battendo i Philadelphia Eagles nel primo turno 14–13. La settimana successiva furono eliminati dai Dallas Cowboys perdendo per 27–20.
Nel 1980, dopo una striscia di nove vittorie consecutive, i Falcons conclusero con l'allora primato di franchigia di 12–4, vincendo il loro primo titolo di division. La squadra fu tuttavia subito eliminata nel secondo turno di playoff dai Cowboys. Nella stagione accorciata per lo sciopero del 1982, i Falcons raggiunsero ancora i playoff ma furono eliminati dai Minnesota Vikings, 30–24. Dopo questa sconfitta l'allenatore Leeman Bennett fu licenziato. Per le otto stagioni successive, i Falcons non raggiunsero più la post-season.
Nel 1989 i Falcons scelsero nel draft il cornerback Deion Sanders nel primo giro. Sanders divenne immediatamente la superstar della squadra, rimanendovi per quattro stagioni. "Neon Deion" (conosciuto anche come "Prime Time") contribuì a spostare l'attenzione su quella che era una delle franchigie più anonime della NFL. Sanders giocò contemporaneamente nella Major League Baseball (per New York Yankees e Atlanta Braves) mentre era un giocatore della NFL.

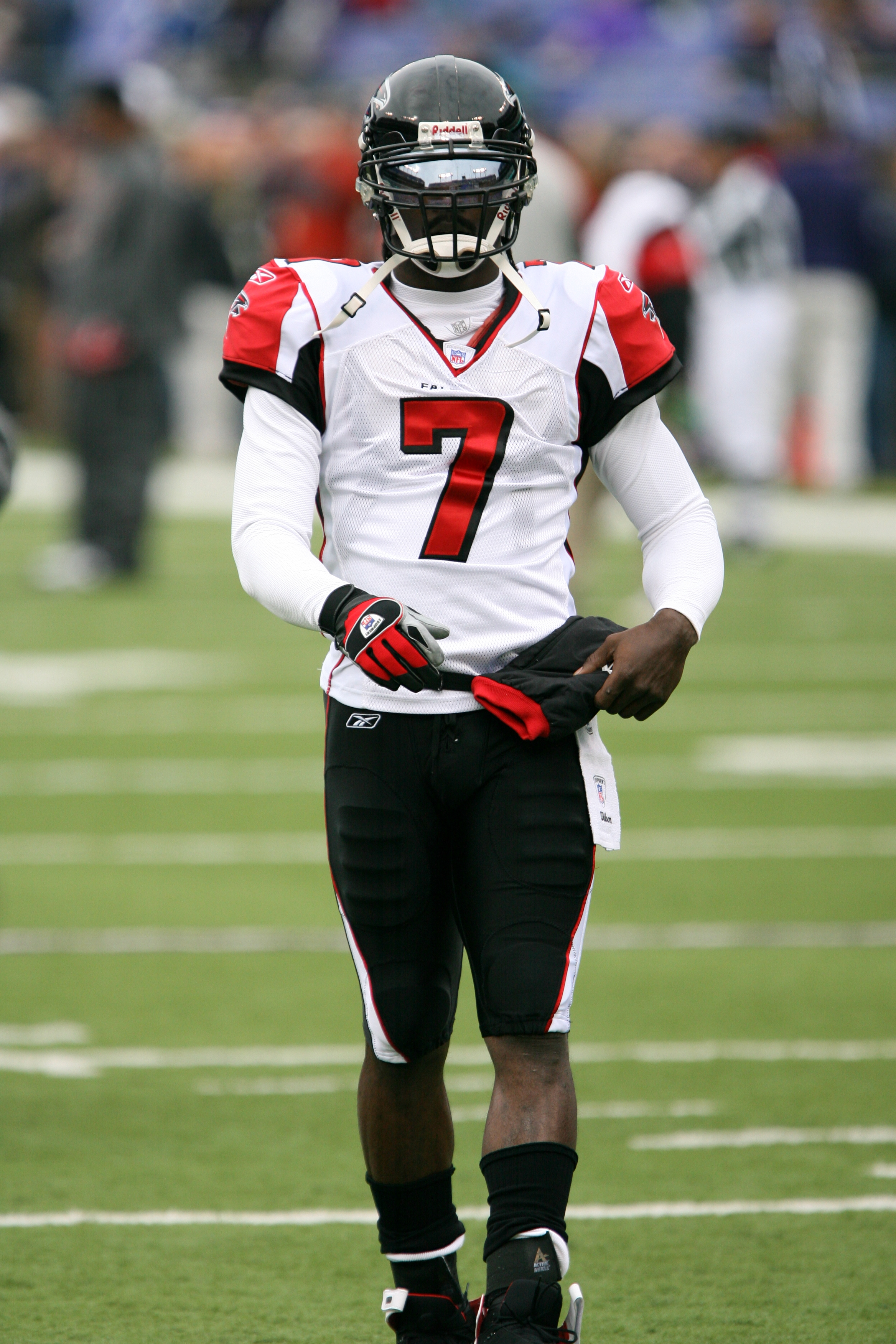
Michael Vick fu il quarterback dei Falcons dal 2001 al 2006.

Nel 1991 i Falcons tornarono ai playoff dove furono eliminati al secondo turno dai Washington Redskins. Quell'anno la squadra scelse nel draft Brett Favre con la trentatreesima chiamata assoluta. Dopo aver giocato due sole partite nella sua stagione da rookie, nel febbraio successivo Favre fu scambiato coi Green Bay Packers, in uno dei più grandi errori strategici della storia della NFL. Nel 1992 gli Atlanta Falcons aprirono un nuovo capitolo della storia trasferendosi nell'appena costruito Georgia Dome.
Nel 1998, sotto la direzione del nuovo allenatore Dan Reeves, del quarterback Chris Chandler e del running back Jamal Anderson, ebbero la loro miglior stagione della storia. La franchigia stabilì il suo nuovo primato concludendo 14–2 la stagione regolare e vincendo la NFC West division. Il 18 gennaio 1999, i Falcons a sorpresa batterono la squadra col miglior record della lega, i Vikings, in trasferta, per 30–27 nella finale della NFC. I Falcons si qualificarono così per il loro primo Super Bowl, perdendo coi campioni in carica, i Denver Broncos, nel Super Bowl XXXIII.

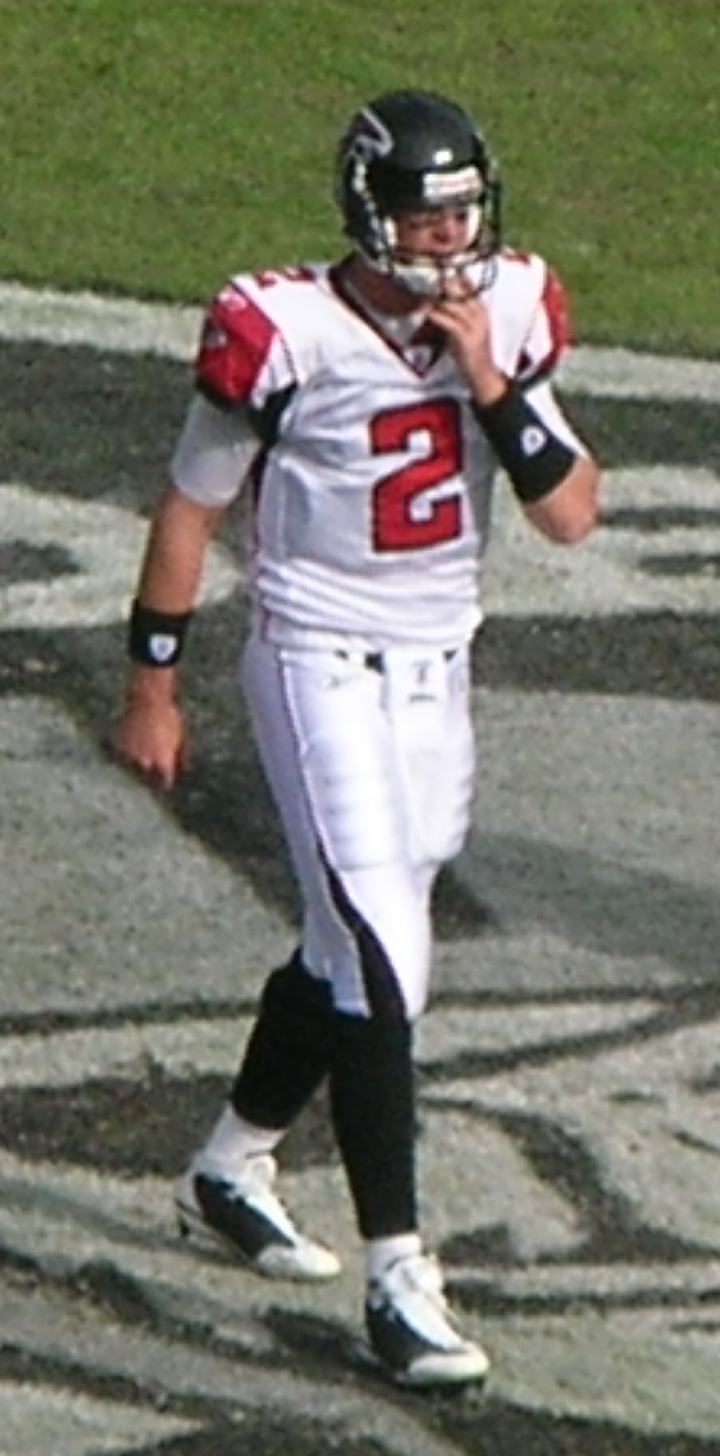
Matt Ryan arrivò ai Falcons nel 2008.

Dopo due pessime stagioni nel 1999 e nel 2000, i Falcons ottennero la prima scelta assoluta nel draft NFL 2001 tramite uno scambio coi San Diego Chargers che usarono per selezionare il quarterback Michael Vick. Il 2 febbraio 2002 la squadra passò in possesso dell'attuale proprietario, Arthur Blank. Nel 2002 Vick fu nominato titolare della squadra, portandola fino ai playoff dove uscì contro gli Eagles. Nel 2003 Vick si ruppe una gamba nella pre-stagione e saltò le prime dodici gare dell'anno. Nel corso di quella stagione, Reeves fu licenziato venendo sostituito da Jim Mora, che guidò la squadra ai playoff nella sua prima stagione. Nelle due stagioni successive i Falcons non raggiunsero l'obiettivo e Mora fu licenziato. Nel 2006 Vick fu condannato a 23 mesi di prigione per il suo coinvolgimento nell'ambito di combattimenti clandestini di cani.
Dopo una stagione da 4-12 nel 2007, i Falcons assunsero come nuovo allenatore Mike Smith e scelsero nel draft come terzo assoluto il quarterback Matt Ryan che fu premiato come rookie offensivo dell'anno nel 2008. Dopo una stagione da 9-7 nel 2009, Ryan guidò i Falcons al miglior record della lega (13-3) nel 2010, vincendo il quarto titolo di division della squadra ma venendo eliminati nel secondo turno di playoff dai futuri vincitori del Super Bowl, i Packers. Nel 2011 i Falcons si qualificarono ancora ai playoff con una wild card ma ancora una volta furono eliminati dalla squadra che si sarebbe laureata campione, i Giants. Nel 2012 Ryan e i Falcons conclusero ancora col miglior record della NFC e a pari merito della lega, qualificandosi direttamente per il secondo turno dei playoff. Lì sconfissero i Seattle Seahawks e avanzarono fino alla finale della NFC dove furono sconfitti dai San Francisco 49ers dopo essere stati nettamente in vantaggio nel primo tempo.
Dopo avere mancato i playoff per tre stagioni consecutive, nel 2016 i Falcons tornarono a vincere la propria division, guidando la NFL in punti segnati, con Matt Ryan che divenne il primo giocatore della storia del club a venire premiato come MVP della NFL. Nei playoff batterono i Seattle Seahawks e i Green Bay Packers, qualificandosi per il secondo Super Bowl della loro storia, il Super Bowl LI, dove hanno affrontato i New England Patriots venendo battuti per 34-28 ai tempi supplementari, malgrado un vantaggio di 28-3 a tre minuti dal termine del terzo quarto.

## Giocatori importanti

### Membri della Pro Football Hall of Fame
Alla classe del 2017, sei giocatori degli Atlanta Falcons sono stati inseriti nella Pro Football Hall of Fame.
| Hall of Famer degli Atlanta Falcons |    |                 |       |                      |
| Induzione                           | N° | Giocatore       | Ruolo | Anni                 |
| 1998                                | 25 | Tommy McDonald  | WR    | 1967                 |
| 1999                                | 29 | Eric Dickerson  | RB    | 1993                 |
| 2011                                | 21 | Deion Sanders   | CB    | 1989-1993            |
| 2012                                | 56 | Chris Doleman   | DE    | 1994-1995            |
| 2014                                | 87 | Claude Humphrey | DE    | 1968-1978            |
| 2017                                | 5  | Morten Andersen | K     | 1995-2000, 2006-2007 |

### Ring of Honor
Nota: L'organizzazione degli Atlanta Falcons non ritira ufficialmente i numeri di maglia.
| Ring of Honor degli Atlanta Falcons |                  |       |
| N.                                  | Giocatore        | Ruolo |
| 10                                  | Steve Bartkowski | QB    |
| 21                                  | Deion Sanders    | CB    |
| 31                                  | William Andrews  | RB    |
| 57                                  | Jeff Van Note    | C     |
| 58                                  | Jessie Tuggle    | LB    |
| 60                                  | Tommy Nobis      | LB    |
| 78                                  | Mike Kenn        | OT    |
| 87                                  | Claude Humphrey  | DE    |

### Premi individuali
| MVP della NFL |           |       |
| Anno          | Giocatore | Ruolo |
| 2016          | Matt Ryan | QB    |

| Giocatore offensivo dell'anno |           |       |
| Anno                          | Giocatore | Ruolo |
| 2016                          | Matt Ryan | QB    |

| Rookie offensivo dell'anno |           |       |
| Anno                       | Giocatore | Ruolo |
| 2008                       | Matt Ryan | QB    |

| Rookie difensivo dell'anno |                 |       |
| Anno                       | Giocatore       | Ruolo |
| 1968                       | Claude Humphrey | DE    |
| 1980                       | Buddy Curry     | LB    |
| 1980                       | Al Richardson   | LB    |

| Comeback Player of the Year |               |       |
| Anno                        | Giocatore     | Ruolo |
| 1975                        | Dave Hampton  | RB    |
| 1983                        | Billy Johnson | WR    |

| MVP del Pro Bowl |             |       |
| Anno             | Giocatore   | Ruolo |
| 1993             | Andre Rison | WR    |

### Record di franchigia
Carriera
| Record in carriera |                |        |
| Categoria          | Giocatore      | Numero |
| Yard passate       | Matt Ryan      | 51.186 |
| TD passati         | Matt Ryan      | 321    |
| Yard ricevute      | Julio Jones    | 12.125 |
| TD su ric.         | Roddy White    | 63     |
| Yard corse         | Gerald Riggs   | 6.631  |
| TD su corsa        | Michael Turner | 60     |

Stagionali
| Record stagionali |                |        |      |
| Categoria         | Giocatore      | Numero | Anno |
| Yard passate      | Matt Ryan      | 4.944  | 2016 |
| TD passati        | Matt Ryan      | 38     | 2016 |
| Yard ricevute     | Julio Jones    | 1.871  | 2015 |
| TD su ric.        | Andre Rison    | 15     | 1993 |
| Yard corse        | Jamal Anderson | 1.846  | 1998 |
| TD su corsa       | Michael Turner | 17     | 2008 |

Fonte:

## La squadra
| Roster degli Atlanta Falcons |
| --- |
| Quarterback - 18 Kirk Cousins - 9 Michael Penix Jr. Running Back - 25 Tyler Allgeier - 30 Jase McClellan - 7 Bijan Robinson - 26 Avery Williams Wide Receiver - 12 KhaDarel Hodge - 5 Drake London - 34 Ray-Ray McCloud - 1 Darnell Mooney - 82 Casey Washington Tight End - 85 Ross Dwelley - 8 Kyle Pitts - 89 Charlie Woerner Offensive Linemen - 65 Matthew Bergeron G - 67 Drew Dalman C - 56 Jovaughn Gwyn G - 68 Kyle Hinton G - 63 Chris Lindstrom G - 70 Jake Matthews T - 76 Kaleb McGary T - 64 Ryan Neuzil C - 77 Storm Norton T Defensive Linemen - 54 Brandon Dorlus DT - 99 Eddie Goldman NT - 95 Ta'Quon Graham DE - 96 Zach Harrison DE - 97 Grady Jarrett DE - 90 David Onyemata NT - 98 Ruke Orhorhoro DT - 93 Kentavius Street DE Linebacker - 44 Troy Andersen ILB - 40 JD Bertrand ILB - 0 Lorenzo Carter OLB - 17 Arnold Ebiketie OLB - 55 Kaden Elliss ILB - 15 Matthew Judon OLB - 53 Nate Landman ILB - 51 DeAngelo Malone OLB - 50 James Smith-Williams OLB Defensive Back - 29 Micah Abernathy FS - 20 Dee Alford CB - 3 Jessie Bates FS - 27 Richie Grant SS - 33 Antonio Hamilton CB - 21 Mike Hughes CB - 22 Clark Phillips III CB - 31 Justin Simmons FS - 24 A.J. Terrell CB Special Team - 6 Younghoe Koo K - 49 Liam McCullough LS - 13 Bradley Pinion P Lista delle riserve - 52 Milo Eifler ILB (IR) - 36 Harrison Hand CB (IR) - 23 DeMarcco Hellams FS (IR) - 14 Rondale Moore WR (IR) - 48 Bralen Trice OLB (IR) Squadra di allenamento - 19 Chris Blair - 35 Natrone Brooks CB - 37 Dane Cruikshank SS - 81 Dylan Drummond WR - 87 John FitzPatrick TE - 91 Demone Harris OLB - 72 Kehinde Oginni Hassan OLB - 92 Khalid Kareem DE - 32 Kevin King CB - 59 Zion Logue DT - 94 LaCale London NT - 86 Jesse Matthews WR - 4 Nathan Peterman QB - 47 Monty Rice ILB - 74 Andrew Stueber T - 28 Carlos Washington Jr. RB - 71 Elijah Wilkinson T Roster aggiornato al 8 settembre 2024 52 attivi, 6 inattivi, 16 nella squadra di allenamento |
| Legenda - I rookie sono in corsivo. - Il primo ruolo è il principale mentre gli eventuali successivi indicano i ruoli secondari. - (IR) sta per Injured Reserve ed indica la lista ristretta per un solo giocatore infortunato che può tornare ad allenarsi dopo la settimana 6 e a rientrare in prima squadra dopo che questa ha giocato 8 partite. - (NF-Inj.) / (NF-Ill.) stanno rispettivamente per Non-Football Injured e Non-Football Illness ed indicano le liste dove viene inserito un giocatore che ha un infortunio o una malattia non dipendente dal football americano. - (PUP) sta per Physically Unable to Perform ed indica la lista dove viene inserito un giocatore mentre è in attesa di recuperare la condizione fisica. Nella stagione regolare dopo la sesta partita giocata dalla propria squadra, il giocatore ha tempo tre settimane per riprendere ad allenarsi, più tre settimane aggiuntive dal suo rientro agli allenamenti per rientrare in prima squadra. |

## Lo staff
| Staff degli Atlanta Falcons |
| --- |
| Organi dirigenziali - Proprietario/Chairman - Arthur Blank - CEO – Rich McKay - Presidente – Greg Beadles - General manager – Terry Fontenot - Assistente general manager – Kyle Smith - Vice presidente delle operazioni del football/personale dei giocatori – Ryan Pace - Direttore degli osservatori del college – Adetokunbo Abanikanda - Assistente direttore degli osservatori del college – Michael Ross - Direttore delle operazioni degli allenatori – Brian Griffin - Direttore senior dell'amministrazione del football – Chris Olsen - Dirigente del personale senior – Ruston Webster Capo allenatore - Capo-allenatore - Raheem Morris - Assistente capo-allenatore/difesa – Jerry Gray Altri allenatori - Direttore delle prestazioni dei giocatori – John Griffin - Assistente preparatore atletico – Paul Constantine - Assistente preparatore atletico – Erik Jernstrom - Assistente preparatore atletico – Josh Nelson Allenatori dell'attacco - Coordinatore offensivo – Zac Robinson - Coordinatore gioco sui passaggi – T.J. Yates - Quarterback – D.J. Williams - Running back – Michael Pitre - Wide receiver – Ike Hilliard - Tight end – Kevin Koger - Coordinatore gioco sulle corse/offensive line – Dwayne Ledford - Assistente offensive line – Shawn Flaherty - Assistente offensive line – Nick Jones - Assistente attacco senior – Ken Zampese - Assistente attacco – K.J. Black - Assistente attacco – Patrick Kramer - Specialista gioco sui passaggi/gestione del gioco – Tim Berbenich Allenatori della difesa - Coordinatore difensivo – Jeff Ulbrich - Coordinatore del gioco sui passaggi in difesa – Mike Rutenberg - Defensive line – Nate Ollie - Inside linebacker – Barrett Ruud - Outside linebacker – Jacquies Smith - Secondaria – Justin Hood - Assistente difesa senior – Dave Huxtable - Assistente difesa – Lance Schulters - Assistente difesa – John Timu Allenatori dello special team - Coordinatore dello special team - Marquice Williams - Assistente special team – Steven King |